# Liste der Baudenkmale in Grünheide (Mark)
In der Liste der Baudenkmale in Grünheide (Mark) sind alle Baudenkmale der brandenburgischen Gemeinde Grünheide (Mark) und ihrer Ortsteile aufgelistet. Grundlage ist die Veröffentlichung der Landesdenkmalliste mit dem Stand vom 31. Dezember 2021.

## Baudenkmale in den Ortsteilen
In den Spalten befinden sich folgende Informationen:
- ID-Nr.: Die Nummer wird vom Brandenburgischen Landesamt für Denkmalpflege vergeben. Ein Link hinter der Nummer führt zum Eintrag über das Denkmal in der Denkmaldatenbank. In dieser Spalte kann sich zusätzlich das Wort Wikidata befinden, der entsprechende Link führt zu Angaben zu diesem Denkmal bei Wikidata.
- Lage: die Adresse des Denkmales und die geographischen Koordinaten. Link zu einem Kartenansichtstool, um Koordinaten zu setzen. In der Kartenansicht sind Denkmale ohne Koordinaten mit einem roten beziehungsweise orangen Marker dargestellt und können in der Karte gesetzt werden. Denkmale ohne Bild sind mit einem blauen bzw. roten Marker gekennzeichnet, Denkmale mit Bild mit einem grünen beziehungsweise orangen Marker.
- Bezeichnung: Bezeichnung in den offiziellen Listen des Brandenburgischen Landesamtes für Denkmalpflege. Ein Link hinter der Bezeichnung führt zum Wikipedia-Artikel über das Denkmal.
- Beschreibung: die Beschreibung des Denkmales
- Bild: ein Bild des Denkmales und gegebenenfalls einen Link zu weiteren Fotos des Baudenkmals im Medienarchiv Wikimedia Commons

### Grünheide (Mark)
| ID-Nr.                           | Lage                       | Bezeichnung                                                                                 | Beschreibung | Bild                    |
| -------------------------------- | -------------------------- | ------------------------------------------------------------------------------------------- | --- | ----------------------- |
| 09115492                         | Am Schlösschen 12 (Lage)   | Villenanlage mit Park                                                                       | | Villenanlage mit Park   |
| 09115641 Teilobjekt zu: 09115492 | Am Schlösschen 12 (Lage)   | Villengarten / Park                                                                         | Der Park liegt direkt am Priestersee. | BW                      |
| 09115339                         | Grünheider Straße (Lage)   | Sowjetisches Ehrenmal                                                                       | | weitere Bilder          |
| 09115122                         | Karl-Marx-Straße (Lage)    | Kirche „Zum Guten Hirten“ mit benachbarter Grabanlage und Nonnenglocke auf dem Waldfriedhof | Die Kirche wurde in den Jahren 1891 und 1892 nach einem Entwurf von Th. Prüfer erbaut. 1927 wurde die Kirche um einen Glockenstuhl erweitert. | weitere Bilder          |
| 09115980 Teilobjekt zu: 09115122 | Karl-Marx-Straße (Lage)    | Orgel                                                                                       | | BW                      |
| 09115640 Teilobjekt zu: 09115122 | Karl-Marx-Straße (Lage)    | Glocke                                                                                      | Die Glocke befindet sich in einem freistehenden Glockenstuhl auf dem Waldfriedhof.                                                            | BW                      |
| 09115525                         | Karl-Marx-Straße 25 (Lage) | Wohnhaus mit Hofgebäude                                                                     | | Wohnhaus mit Hofgebäude |
| 09115951 Teilobjekt zu: 09115525 | Karl-Marx-Straße 25 (Lage) | Waschküche & Schuppen                                                                       | Die Gebäude befinden sich auf der westlichen Seite des Hofes.                                                                                 | BW                      |

### Hangelsberg
| ID-Nr.                            | Lage                           | Bezeichnung | Beschreibung                                                                     | Bild                   |
| --------------------------------- | ------------------------------ | --- | -------------------------------------------------------------------------------- | ---------------------- |
| 09115148                          | Berliner Damm 8 (Lage)         | Villa „Haus Stensjöholm“ |                                                                                  | weitere Bilder         |
| 09115832 Teilobjekt zu: 09115148  | Berliner Damm 8 (Lage)         | Remise / Verwalterhaus | Das Schweizerhaus befindet sich rechts neben der Villa. Es wurde um 1900 erbaut. | Remise / Verwalterhaus |
| 09115004                          | Hauptstraße 41 (Lage)          | Kirche | Die evangelische Kirche wurde 1927 bis 1928 erbaut.                              | weitere Bilder         |
| 091115959 Teilobjekt zu: 09115004 | Hauptstraße 41 (Lage)          | Orgel |                                                                                  | Orgel                  |
| 09116048                          | Straße der Befreiung 12 (Lage) | Bahnhofsempfangsgebäude mit Abort- und Aufenthaltsgebäude sowie Beamtenwohnhaus mit Nebengebäude, Bahnmeisterei und straßenseitiger Grundstückseinfriedung |                                                                                  | weitere Bilder         |
| 09116049 Teilobjekt zu: 09116048  | Straße der Befreiung 12 (Lage) | Bahnhofsempfangsgebäude |                                                                                  | BW                     |
| 09116050 Teilobjekt zu: 09116048  | Straße der Befreiung 12 (Lage) | Toilettenhaus & Wartehalle |                                                                                  | BW                     |
| 09116051 Teilobjekt zu: 09116048  | Straße der Befreiung 12 (Lage) | Beamtenwohnhaus |                                                                                  | BW                     |
| 09116052 Teilobjekt zu: 09116048  | Straße der Befreiung 12 (Lage) | Nebengebäude |                                                                                  | BW                     |
| 09116053 Teilobjekt zu: 09116048  | Straße der Befreiung 12 (Lage) | Bahnmeisterei |                                                                                  | BW                     |

### Kagel
| ID-Nr.                           | Lage                               | Bezeichnung                                 | Beschreibung | Bild           |
| -------------------------------- | ---------------------------------- | ------------------------------------------- | --- | -------------- |
| 09115460                         | Gerhart-Hauptmann-Straße 20 (Lage) | Dorfschmiede                                | Die Dorfschmiede wird in Gerhart Hauptmanns Tragikomödie „Der rote Hahn“ erwähnt. Das Gebäude wurde im letzten Drittel des 19. Jahrhunderts erbaut. Es ist ein teilweise massives, teilweise erbautes Fachwerkgebäude mit einem Geschoss und einem Satteldach. | weitere Bilder |
| 09115494                         | Gerhart-Hauptmann-Straße 25 (Lage) | Dorfkirche mit Schulhaus und Kriegerdenkmal | Die Dorfkirche in Kagel ist eine Saalkirche im Rundbogenstil, entstand in den Jahren 1869 bis 1871 nach einem Entwurf des Bauinspektors Eduard Bürkner aus gelbem Mauerstein. Die Kirchenausstattung stammt aus der Bauzeit.                                   | weitere Bilder |
| 09115938 Teilobjekt zu: 09115494 | Gerhart-Hauptmann-Straße 25 (Lage) | Schule                                      | | weitere Bilder |
| 09115939 Teilobjekt zu: 09115494 | Gerhart-Hauptmann-Straße 25 (Lage) | Kriegerdenkmal                              | | weitere Bilder |
| 09116035 Teilobjekt zu: 09115494 | Gerhart-Hauptmann-Straße 25 (Lage) | Orgel                                       | | BW             |

### Kienbaum
| ID-Nr.                           | Lage                       | Bezeichnung | Beschreibung | Bild           |
| -------------------------------- | -------------------------- | ----------- | --- | -------------- |
| 09115440                         | Neue Dorfstraße 30a (Lage) | Dorfkirche  | Die evangelische Dorfkirche wurde von 1908 bis 1909 erbaut. Im Inneren befindet sich ein Kanzelaltar aus dem zweiten Viertel des 18. Jahrhunderts. | weitere Bilder |
| 09115895 Teilobjekt zu: 09115440 | Neue Dorfstraße 30a (Lage) | Orgel       | | BW             |

### Schmalenberg
| ID-Nr.                           | Lage   | Bezeichnung                                                    | Beschreibung | Bild                                                           |
| -------------------------------- | ------ | -------------------------------------------------------------- | --- | -------------------------------------------------------------- |
| 09115748                         | (Lage) | Försterei Schmalenberg mit Forsthaus, Stallgebäude und Scheune | | Försterei Schmalenberg mit Forsthaus, Stallgebäude und Scheune |
| 09115749 Teilobjekt zu: 09115748 | (Lage) | Forsthaus                                                      | Eingeschossiger Ziegelbau mit Satteldach. Datiert auf 1899.                                                                   | Forsthaus                                                      |
| 09115750 Teilobjekt zu: 09115748 | (Lage) | Stall                                                          | Eingeschossiger Ziegelbau mit Satteldach. Erbaut im Jahr 1899. Befindet sich nordöstlich des Wohnhauses.                      | Stall                                                          |
| 09115751 Teilobjekt zu: 09115748 | (Lage) | Scheune                                                        | Die Scheune mit Satteldach befindet sich östlich des Wohnhauses und ist verbrettert. Lt. Inschrift datiert auf das Jahr 1899. | Scheune                                                        |